# Rija
Rija es un término de Medicina que designa cierto tumor o hinchazón que se hace en el ángulo del ojo y raíz de la nariz con o sin inflamación. En francés y latín, Aegilops procede de la palabra griega αιγιλϖφ, que quiere decir ojo de cabra, porque estos animales están expuestos a este mal. 
Si se descuida o no se acude con tiempo a remediar la rija, se abre y degenera en fístula que penetra hasta el hueso, aunque no siempre. Si hay inflamación, se aprecia abundancia de sangre que carga allí y si no, se dan humores corruptos en aquella parte.